# Spirídon Lámpros
Spirídon Lámpros (en griego: Σπυρίδων Λάμπρος) (Corfú, 8 de abril de  1851- Cefisia, 23 de julio de 1919) fue un profesor universitario, tutor real y político griego. Nació en Corfú en 1851. Estudió literatura en Atenas hasta 1871 antes de proseguir sus estudios en Alemania y obtener un doctorado de la Universidad de Leipzig.

## Carrera
Fue un ilustre profesor de Historia en la Universidad de Atenas y trabajó de tutor del príncipe Constantino.

## Presidente del Gobierno
Tras la división del primer ministro Nikólaos Kalogerópoulos el 4 de octubre de 1916 por sus desavenencias con el rey Constantino I de Grecia sobre política exterior, este le ofreció el cargo a Lámpros.  Este aceptó de formar un Gobierno, tecnócrata, conservador y favorable al rey, que solo controlaba el sur de Grecia; el norte del país y Creta eran controlada por el Gobierno de Eleutherios Venizelos. Como los demás gabinetes que lo precedieron, este fue simplemente un instrumento para aplicar la política decidida por el soberano. El desembarco aliado en Atenas el 1 de diciembre para forzar a los griegos a entregar cierto armamento pesado desencadenó combates en la capital que se conocen como las Vísperas Griegas; a la retirada de las sorprendidas tropas aliadas siguieron varios días de disturbios contra los partidarios de Venizelos. En represalia los franceses y los británicos impusieron un bloqueo marítimo a Grecia el 8 de diciembre. Dimitió finalmente el 18 de abril de 1917, como consecuencia de la exigencia de la Entente de retomar el control de la policía y de las comunicaciones. Lo sustituyó al frente del Gobierno Aléxandros Zaimis que, tras ciertos titubeos, asumió la Presidencia el 4 de mayo.
Cuando los Aliados derrocaron a Constantino a principios de junio, Lámpros pudo permanecer el Grecia, pero vigilado.